# Film come arte
Film come arte è una raccolta di saggi scritti da Rudolf Arnheim che risalgono al decennio 1930-1940; divisa in cinque parti, precedute da una nota personale dell'autore, fu tradotta in italiano nel 1960.

## Il libro
1. Estratti riveduti da Film, coincidente con la traduzione di alcuni passi da Film als Kunst ("Film come arte"), opera scritta e pubblicata in Germania nel 1932;
2. Le idee che fecero muovere le immagini,del 1933;
3. Il movimento, del 1934;
4. Vedere lontano, del 1935;
5. «Nuovo Laocoonte»: le componenti artistiche e il cinema sonoro, del 1938.

Quest'opera mette in evidenza l'appartenenza dell'autore alla scuola della Gestalt,precisamente nel suo aspetto Kantiano, secondo il quale le percezioni visive più semplici dell'uomo non registrano in modo meccanico la realtà, ma vengono rielaborate dall'organo ricettivo creativamente, quindi il mezzo, in questo caso l'occhio umano, non permette una mera riproduzione del reale, ma aggiunge un qualcosa in più, ordina il materiale ricevuto secondo quelle che sono le possibilità del mezzo stesso.
L'autore focalizza la sua attenzione sul mezzo di riproduzione, su come esso possa dare una forma specifica alla realtà che deve essere rappresentata, non solo scientificamente, ma anche artisticamente. Per comprovare la sua teoria, detta appunto  Materialtheorie egli fa del cinema (il cinema di riferimento è quello muto) un esperimento di verifica, un test critico, poiché anch'esso dispone di un mezzo, la macchina da presa, ed a questo punto l'interrogativo da porsi è questo: il cinema consente una riproduzione meccanica della realtà o può considerarsi arte, in quanto dà una forma al reale preesistente?
La seconda osservazione è la tesi che l'autore si propone di dimostrare. In primo luogo, l'autore confuta la prima osservazione e lo fa attraverso la descrizione e l'analisi del mezzo cinematografico, per mostrare come esso risulti distante dalla realtà. Il cinema infatti non può essere riproduzione passiva della realtà in quanto propone degli elementi differenzianti rispetto alla percezione dell'occhio rivolto alla natura, che coincidono con le mancanze stesse della «camera», con dei deficits che non può colmare in quanto macchina, di cui alcuni esempi sono:
- la superficie bidimensionale su cui viene proiettato il film (come riprodurre un solido su una superficie piana?);
- il problema della riduzione di profondità;
- la mancanza del colore e il bianco e il nero;
- i limiti dell'immagine cinematografica, rilegata in un quadro rettangolare, facendo attenzione anche alla distanza dell'oggetto al fine di creare un'immagine proporzionalmente coerente;
- l'assenza di continuità dello spazio e del tempo;
- la separazione della vista dagli altri organi di senso a cui essa è collegata nella realtà;

In secondo luogo, l'autore ritiene che sia compito del regista rendere queste manchevolezze delle peculiarità del mezzo cinematografico, sfruttarle artisticamente per rendere originale e interessante una scena di un film, un oggetto rappresentato, che nella realtà quotidiana non verrebbe affatto notato. Quindi è proprio nella differenza tra rappresentazione e realtà che sta l'arte del cinema, nel caricare l'oggetto di un'interpretazione simbolica, inquadrandolo da un punto di vista insolito, attirando l'attenzione sulle sue qualità formali.
Nel prosieguo della raccolta Arnheim affronta l'evoluzione del cinema, il passaggio dal muto e dalla macchina da cinepresa fissa al sonoro e alla mobilità del negativo, fino a raggiungere la soglia del cinema stereoscopico, o più semplicemente 3d. Nella sua analisi del progresso dell'arte cinematografica egli mette in rilievo l'importanza del movimento, o meglio dell'illusione del movimento prodotta nei confronti dello spettatore attraverso lo spostamento della «camera» poiché, come l'autore stesso afferma:
«Ciò che tocca e commuove l'uomo - soprattutto l'uomo primitivo - non è l'essere, ma l'accadere. Troviamo così rappresentate nell'arte, sin dal principio, non soltanto le cose in sé, ma le cose in azione nei fatti [...]»
Tuttavia, la necessità del cinema di soddisfare lo spettatore nella sua esigenza di realtà, l'introduzione del parlato e dei colori, oltre ad un miglioramento tecnico dei mezzi di riproduzione, ha comportato un avvicinamento sempre maggiore a quella natura delle cose da cui invece il cinema, secondo l'autore, avrebbe dovuto tenersi lontano al fine di preservarsi come arte. Si ha così la creazione di un cinema ibrido che sovrappone all'immagine il parlato, depotenziando entrambi i due mezzi di espressione poiché, a differenza del cinema muto, in cui la mancanza della parola rendeva ogni gesto, ogni movimento pregnante per comprendere l'essenza della scena, l'attenzione dello spettatore deve focalizzarsi su due piani diversi, privilegiando o l'uno o l'altro, e quindi riducendo le potenzialità creative di entrambi, in mancanza di una forza concorde.
Arnheim non accoglie negativamente il progresso tecnologico in sé, ad esempio vede nella televisione un «mezzo di trasporto culturale», una possibilità di conoscenza del mondo e di arricchimento inaudita: la capacità, secondo l'autore, sta nel riuscire a dominare questo mezzo senza esserne travolti, poiché appunto guardare la TV non coincide con capire e conoscere universalmente a scapito del linguaggio parlato, scritto e del pensiero, non deve sostituire l'interazione fisica degli uomini per rendere lo spettatore:
«[un] malinconico eremita, chiuso nella sua stanza, a centinaia di chilometri dal luogo in cui gli par di vivere realmente [...]»

## Edizioni italiane
- Rudolf Arnheim, Film come arte, Prefazione di Guido Aristarco, Milano, Il Saggiatore, 1960.
- Rudolf Arnheim, Film come arte, traduzione di Paolo Gobetti, I fatti e le idee, Milano, Feltrinelli, 1982. - Collana Campi del sapere, Feltrinelli, 1989, ISBN 978-88-071-0114-4; Collana Aesthetica n.2, Abscondita, 2013, ISBN 978-88-8416-548-0.